# Tunnel Tridel
Le tunnel Tridel, également connu sous le nom de tunnel Olivier Français, est un tunnel ferroviaire électrifié en courant 15 kV à voie unique et à écartement normal se situant sous la ville de Lausanne en Suisse. Il relie le triage de Sébeillon et le centre d'incinération des déchets de la région lausannoise situé dans le quartier du Vallon.

## Histoire
Le tunnel Tridel s'appelle officiellement tunnel Olivier Français du nom de son initiant.
Mis en service en janvier 2006, le tunnel est officiellement inauguré le 28 septembre 2006. Il relie Lausanne-Sébeillon à La Sallaz.
Le tunnel est fermé à plusieurs reprises en raison d'infiltrations d'eau,.

### Coûts de construction
Le tunnel a coûté 74,6 millions de francs suisse.

## Utilisation
Ce tunnel sert à amener les déchets jusqu'au centre d'incinération en déchargeant le centre-ville du transit de camions.

### Transport de passagers
À l'automne 2017, une association propose de transformer le tunnel en un tronçon de métro,.

## Données techniques
- Longueur du tunnel : 3 850 mètres[2]
- Pente maximale : 5 %[2]
- Dénivellation : 148 mètres[réf. nécessaire]